# Microcerella austrohartigia
Microcerella austrohartigia är en tvåvingeart som beskrevs av Thomas Pape 1990. Microcerella austrohartigia ingår i släktet Microcerella och familjen köttflugor. Inga underarter finns listade i Catalogue of Life.